# Андерен
Андерен (нід. Anderen) — село в нідерландській провінції Дренте. Входить до муніципалітету А-ен-Гюнзе.
Його площа становить 11,06 км², а населення станом на 2021 рік складало 265 осіб.
Перша згадка про населений пункт датується 1217 роком.

## Галерея

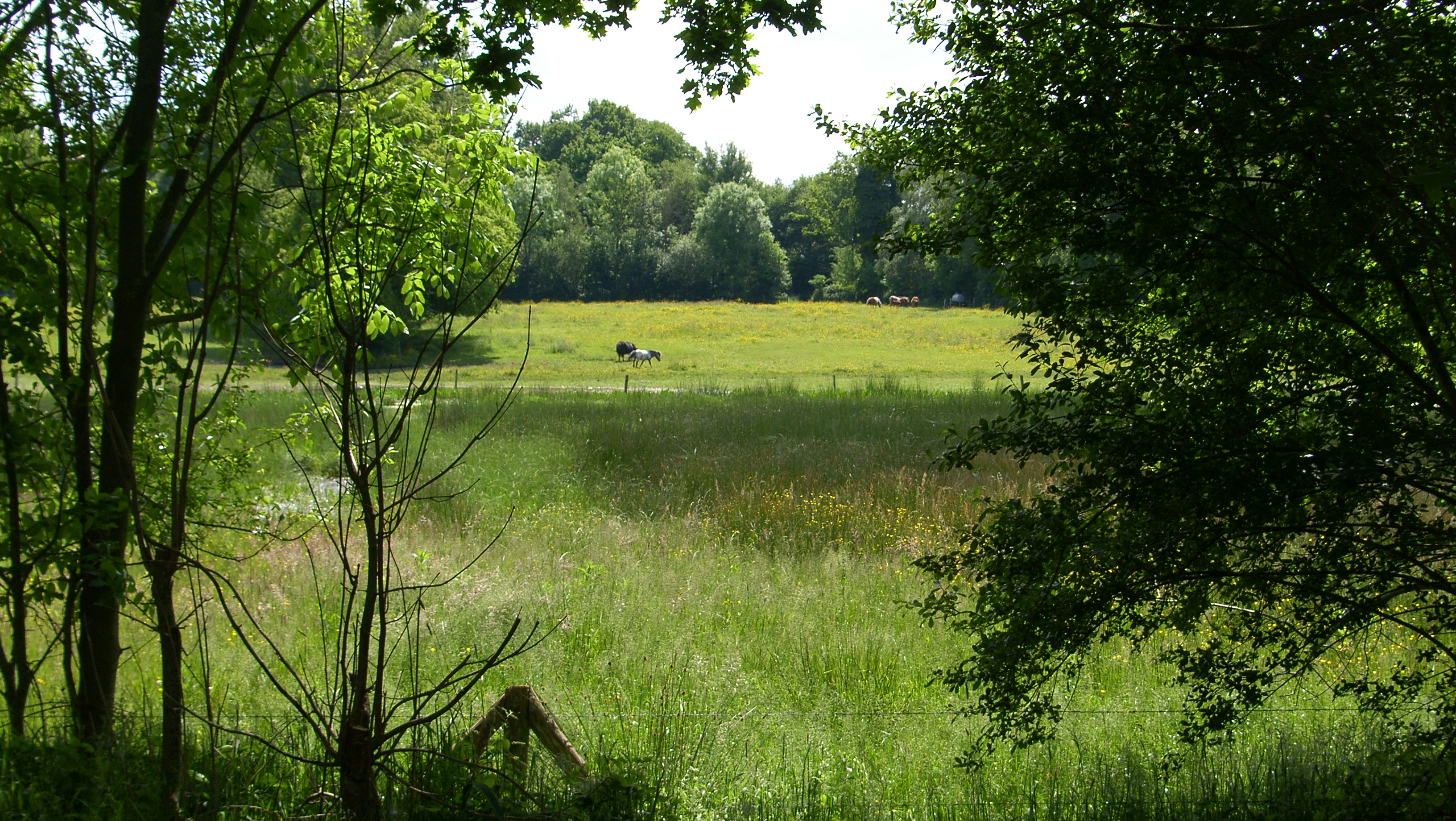
Пасовище поблизу села
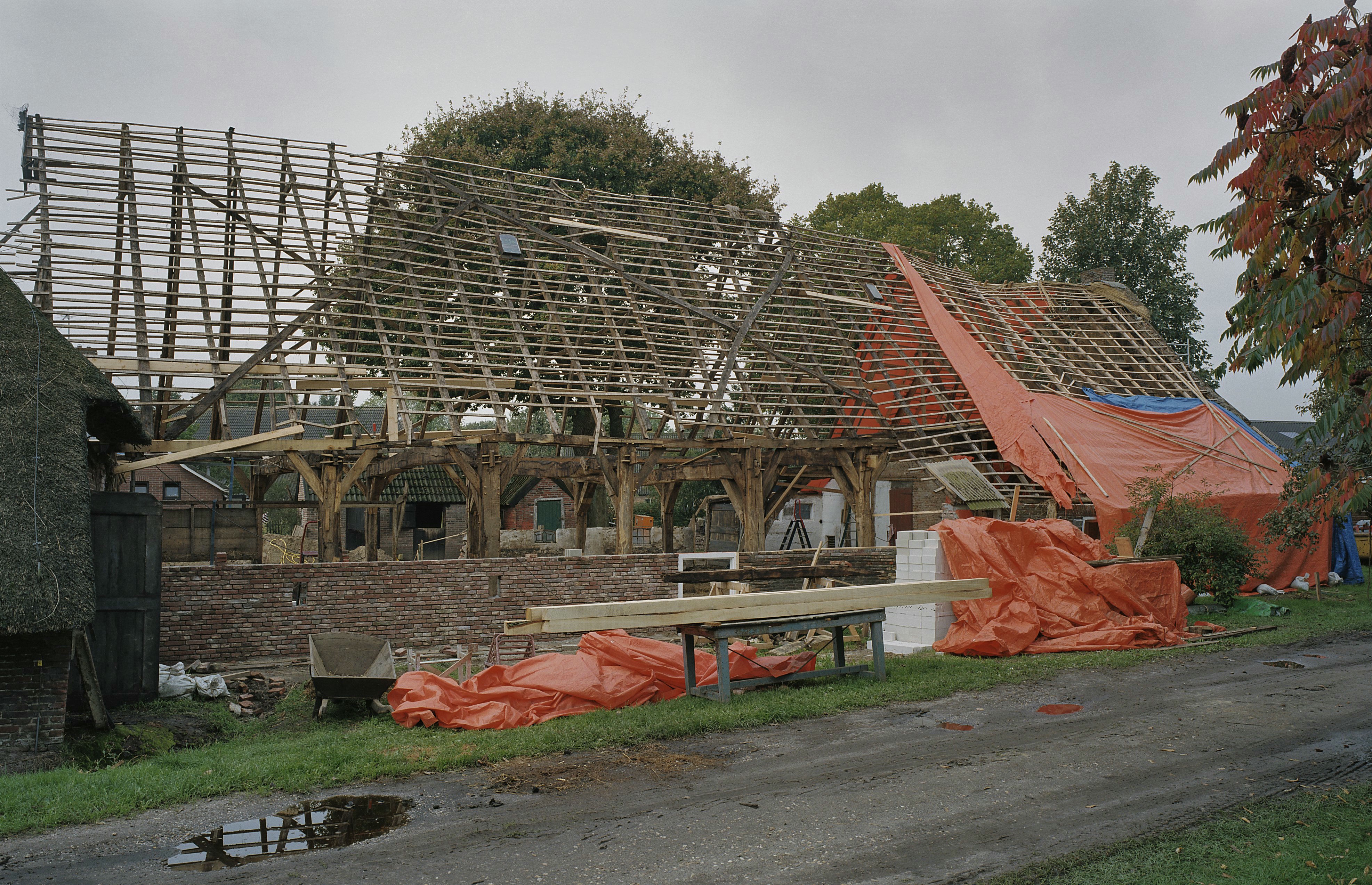
Відбудова будинку в Андерені